# Cheilanthes delicatula
Cheilanthes delicatula är en kantbräkenväxtart som beskrevs av Tag. och Iwatsuki. Cheilanthes delicatula ingår i släktet Cheilanthes och familjen Pteridaceae. Inga underarter finns listade.